# Ткач Лариса Юхимівна
Лари́са Юхи́мівна Тка́ч (народилася 5 жовтня 1948 року) — поетеса, перекладач. Пише для дітей та дорослих ,член Літературної спілки «Чернігів»,  член Національної спілки письменників України.
Лауреатка обласної літературної премії ім. Михайла Коцюбинського, Міжнародної літературної премії ім. Пантелеймона Куліша та обласної літературно – мистецької премії ім. Леоніда Глібова, літературної премії Леоніда Народового.
Переможниця Чернігівського літературного конкурсу «Краща книга року» у 2008, 2013, 2015, 2020 роках.
Автор поетичних книжок: «Неслухняний дощик» (2003),«Ріки течія» (2003) ,«Прудкий зайчисько» (2006), «Свято весни» (2008), «Їсти хочу і лежати» (2013), «Кришталева роса» (2015), «Мить життя» (2020), «Журавлиний клич» (2023).
Живе в Чернігові.
Дружина письменника Михася Ткача.

## Життєпис
Народилася в с. Сиволож Борзнянського району на Чернігівщині 5 жовтня 1948 року. Батько інвалід, втратив ногу на фронтах Другої світової війни, мати - вчителька української та німецької мови Закінчила середню школу в с. Велика Загорівка та Чернігівський технікум радянської торгівлі. Працювала за фахом. Брала активну участь у багатьох заходах, присвячених незалежності України. Виступала на  літературних вечорах, школах, університетах, фестивалях, презентаціях тощо. 

## Творчість
Вірші почала писати ще під час навчання  у Великозагорівській середній школі. Друкувалася у виданні «Збірник творів  Чернігівщини для дітей», в білоруському журналі «Палац», альманасі «Первоцвіт» (2, 3, 4 видання). Неодноразово публікувала твори в журналі “Літературний Чернігів”, “Барвінок”, альманах "Сівач", газетах “Ліхтарик”, “Деснянська правда” та інших виданнях.
В 2003 році у редакційно- видавничому комплексі “Деснянська правда” вийшла збірка віршів для дошкільнят “Неслухняний дощик” , яка набула популярності серед маленьких читачів та перевидавалась ще двічі загальним накладом одинадцять тисяч примірників. 
Має переклади з білоруської і російської мови.
Автор поетичних книжок:
«Неслухняний дощик» (2003)
«Ріки течія» (2003)
«Прудкий зайчисько» (2006)
«Свято весни» (2008)
«Їсти хочу і лежати» (2013)
«Кришталева роса» (2015)
«Мить життя» (2020)
«Журавлиний клич» (2023)